# مطعم إلى عالم آخر
مطعم إلى عالم آخر (بالإنجليزية: Restaurant to Another World)‏ هي رواية خفيفة يابانية نشرت في فبراير 2015،تم عمل مسلسل أنمي من إنتاج سيلفر لينك عرض في يوليو حتى سبتمبر 2017 وتم عرض موسم ثاني من إنتاج شركة أو إل إم في ديسمبر 2021.